# Top of the Line: El internacional
Top of the Line: El Internacional es la reedición del álbum Top of the Line del cantante Tito el Bambino, contiene 5 canciones inéditas y las demás son de su álbum previo. En un especial del artista trasmitido por el canal musical Ritmoson latino él dijo las siguientes palabras: "Yo puse las canciones del Top of the Line porque quiero que ese disco pase para la Historia".

## Lista de canciones
| N.º      | Título                                                      | Duración |  |
| 1.       | «Intro»                                                     | 1:36     |  |
| 2.       | «Bailarlo»                                                  | 3:19     |  |
| 3.       | «Voy a mí»                                                  | 3:23     |  |
| 4.       | «Enamorando»                                                | 3:40     |  |
| 5.       | «Calentándome»                                              | 3:10     |  |
| 6.       | «Siente el Boom» (Remix) (con De La Ghetto, Jowell & Randy) | 4:39     |  |
| 7.       | «Caile»                                                     | 3:11     |  |
| 8.       | «Mi chica rebelde»                                          | 3:12     |  |
| 9.       | «Mía» (con Daddy Yankee)                                    | 3:51     |  |
| 10.      | «Secreto»                                                   | 2:41     |  |
| 11.      | «Tu cintura» (con Don Omar)                                 | 3:07     |  |
| 12.      | «Me da miedo»                                               | 2:45     |  |
| 13.      | «Reto»                                                      | 2:46     |  |
| 14.      | «Peligro»                                                   | 3:13     |  |
| 15.      | «Flow natural» (Remix) (con Beenie Man, Deevani & Don Omar) | 2:53     |  |
| 16.      | «Será»                                                      | 4:51     |  |
| 17.      | «Dónde están»                                               | 2:51     |  |
| 18.      | «Corre y dile»                                              | 3:09     |  |
| 19.      | «Tuve que morir» (Outro)                                    | 2:22     |  |
| 01:00:39 |                                                             |          |  |

## Posicionamiento en listas
| Listas (2007)                        | Mejor posición |
| ------------------------------------ | -------------- |
| Estados Unidos (Latin Rhythm Albums) | 8              |
| Estados Unidos (Top Latin Albums)    | 50             |